# Way Nukak
Way Nukak is een bestuurslaag in het regentschap Lampung Barat van de provincie Lampung, Indonesië. Way Nukak telt 1354 inwoners (volkstelling 2010).